# Сузуки
Вижте пояснителната страница за други значения на Сузуки.
Suzuki Motor Corporation (японски: スズキ株式会社, хепбърн: Suzuki Kabushiki gaisha, в български медии се среща и като Сузуки или Судзуки) е японски мултинационален производител на мобилни устройства със седалище в Хамамацу, префектура Шидзуока. Произвежда автомобили, мотоциклети, мотовсъдеходи (ATV), извънбордови двигатели за лодки, моторизирани инвалидни колички и разнообразие от други малки двигатели с вътрешно горене. През 2016 г. Suzuki е единадесетият най-голям производител на автомобили в световен мащаб.
За Suzuki работят над 45 000 служители, а компанията има 35 завода в 23 държави и 133 дистрибутори в 192 държави. Обемът на продажбите на автомобили в световен мащаб е десетият по големина в света, докато обемът на вътрешните продажби е третият по големина в страната.
Обемът на вътрешните продажби на мотоциклети на Suzuki е третият по големина в Япония.

## История
Основана е през 1909 г. от Мичио Сузуки в Хамамацу, тогава малко крайбрежно селце. Първоначален тласък за развитието на компанията дава копринената промишленост, за която Сузуки произвежда тъкачни станове. През 1929 г. Мичио Сузуки изобретява и патентова нов вид тъкачен стан, който започва да изнася и в чужбина. Първите 30 години компанията се съсредоточава към разработването и производството на тези станове. Въпреки успеха на становете, Мичио осъзнава нуждата от диверсификация на продуктите и се насочва към автомобилостроенето. Така през 1939 г. се появяват първите прототипи на автомобили – с водно охлаждане, 4 цилиндъра, 13 конски сили, 800 cm³. Развитието на тези прототипи обаче е спряно от избухналата Втора световна война.
След войната компанията първоначално отново се насочва към тъкачните станове, към които има голямо търсене освен в родната Япония, и в САЩ. Успехът обаче е краткотраен и компанията е изправена пред сериозни затруднения след срива на текстилната индустрия през 1951 г. Така Сузуки отново се насочва към производството на мотори. Така през 1951 г. се появява Power Free – моторизиран велосипед с двутактов двигател, с една конска сила. Моделът е евтин, лесен за поддръжка, и моментално става хит на пазара. През 1954 г. производството на мотоциклети достига 6000 броя месечно и името на компанията официално се променя на Suzuki Motor Co.
Година по-късно в производство влиза компактният автомобил Suzulight с предно задвижване и независимо предно и задно окачване. През 1962 г. заводският отбор печели мотоциклетното състезание Isle of Man TT за първи път. Неспособна да се конкурира при равни условия на вътрешния пазар с Toyota, Honda и Nissan, компанията започва да развива пазари в съседни страни и с други видове продукти: през 1965 г. започва производството на извънбордови двигатели за лодки и електрически генератори, през 1967 г. е открит завод в Тайланд, скоро последвано от фабрики в Индонезия, Филипините и Тайван. През 1982 г. Suzuki Motor започва дейност в Пакистан и Индия, където през 1992 г. е създадено съвместното предприятие Maruti Udyog. Впоследствие, благодарение на съвместното предприятие Maruti Suzuki India Ltd., Индия става основен пазар за японската компания. През 2007 г. там са продадени близо 800 000 автомобила, а през 2008 г. заема 50% от местния автомобилен пазар.
През 1967 г. концернът започва производството на първото поколение малки автомобили Fronte, Alto, Cervo, през 1983 г. се появява модел от по-висок клас – Swift/Cultus. През 1982 г. концернът пуска първия в света всъдеход (ATV) – моделът QuadRunner LT125. През 1988 г. започва производството на кросоувърa Vitara.
Износът на автомобили за САЩ започва в средата на 70-те години, а през 1981 г. е създадено партньорство с General Motors. През 1986 г. е създадено съвместно предприятие в Канада и е открит завод във Великобритания. Също през 1986 г. започва износът на SUV автомобили Suzuki Samurai в Съединените щати, още на следващата година продажбите му надхвърлят 80 хиляди, но през 1988 г. списание Consumer Reports го нареча опасен (поради високия си център на тежестта може да се преобърне при завиване) и продажбите спадат рязко.
От 1990 г. компанията става известна като Suzuki Motor Corporation. През 1991 г. в Унгария е построен заводът Magyar Suzuki, в който са инвестирани 230 млн. щ.д. През 1993 г. е създадено съвместно предприятие в Китай. През 1994 г. миниванът Alto van е представен на японския пазар, превръщайки се в най-евтината кола в страната (5 хил. щ.д.). През 1998 г. General Motors увеличава дела си в Suzuki до 10%, японската компания всъщност се превръща в подразделение за малки автомобили на американския концерн, чиито продукти са фокусирани върху Азия, Източна Европа (Унгария, Полша) и Латинска Америка (Колумбия, Еквадор, Венецуела, Аржентина), също значителна част от продажбите идват от САЩ. През 2008 г. General Motors продава своя дял в Suzuki.
През декември 2009 г. Suzuki се съюзява с германската Volkswagen Group, разменяйки дялове с последната и обявявайки съвместно разработване на екологични автомобили. По-малко от две години по-късно, през септември 2011 г., е обявено разпадането на този съюз[7]. През ноември 2012 г. Suzuki спира продажбите на автомобили в Съединените щати.
През 2017 г. започва партньорство с Toyota.
През октомври 2023 г. Suzuki сключва споразумение със SkyDrive за съвместно производство на летящи автомобили SKYDRIVE (SD-05), което стартира през март 2024 г.

## Дейност
Компанията е известна като производител на леки (вкл. офроуд SUV) и товарни автомобили, мотоциклети, лодкови мотори с марката Suzuki.
Подразделенията на компанията към 2021/22 финансова година осигуряват:
- Автомобили – 90% от приходите;
- Мотоциклети – 7% от приходите;
- Мотори за лодки – 3% от приходите;
- Друг бизнес (моторизирани инвалидни колички, слънчева енергия, недвижими имоти) – 0,3% от приходите.

Основни пазари са Япония и Индия, 30% и 33% от приходите съответно, страните от Европа носят 10% от приходите. Компанията е лидер на автомобилните пазари в Индия (40%), Пакистан (51%), Мианма, Непал, Бутан, Барбадос, Боливия, Кот д’Ивоар, а също и Унгария в категорията леки автомобили.
Продажбите на превозни средства през финансовата 2020/21 година са 2,571 милиона, от които 647 хиляди са в Япония. Продажбите на мотоциклети възлизат на 1,535 милиона (51 хиляди в Япония). Компанията има производствени мощности в Япония (5 завода), Индия (3 завода), Китай (3 завода), Мианмар (2 завода), Тайланд (2 завода), Пакистан, Индонезия, Виетнам, Камбоджа, Филипините, Тайван, Египет, Унгария, САЩ и Колумбия.

## Автомобили
- Модели Suzuki
  - Liana
  - Alto
  - Alto Lapin
  - APV
  - Cappuccino
  - Carry
  - Cervo
  - Suzuki Cultus (това е също Suzuki Forsa, Geo Metro, Pontiac Firefly и др.)
  - Ertiga
  - Escudo
  - Suzuki Equator
  - Esteem/Cultus Crescent
  - Fronte
  - Grand Vitara
  - Hustler
  - Ignis
  - Jimny
  - Kei
  - Kizashi
  - LJ-Series
  - Mehran
  - MightyBoy
  - MR Wagon
  - Sidekick
  - Splash
  - Swift
  - SX4
  - SX4 Crossover
  - SX4 Sport
  - Suzuki Twin
  - Vitara
  - Wagon R
  - X-90
  - XL-7
- Североамерикански модели на базата на Daewoo
  - Swift+
  - Forenza/Reno
  - Verona
- Южноамерикански модели на базата на Chevrolet
  - Fun